# Зайд ар-Рифаи
Зайд ар-Рифаи (араб. زيد الرفاعي‎; 27 ноября 1936, Амман — 12 августа 2024) — премьер-министр Иордании с 26 мая 1973 по 13 июля 1976 года и с 4 апреля 1985 по 27 апреля 1989 года (на 2018 год — дольше всех в истории страны занимал этот пост, 4 года и 20 дней).

## Биография
Учился на Виктория-колледже в Каире. Продолжил образование в Гарвардском университете (бакалавр права) и Колумбийском университете (магистр права и международных отношений). Работал в иорданских посольствах в Каире, Бейруте и Лондоне, а также при ООН в Нью-Йорке.
С 1964 года работал при Королевском Хашимитском суде, где занимал должности начальника королевского протокола, генерального секретаря королевского суда, генерального секретаря короля и председателя Королевского суда.
С 1971 года посол в Великобритании, затем политический советник короля Хусейна ибн Талала.
Сформировав правительство в 1973 году, одновременно был министром иностранных дел и министром обороны (до 1976 года).
Второй раз возглавил правительство в 1985 году, и вновь одновременно был министром обороны. Потерял свой пост в результате массовых народных волнений, вызванных повышением цен на товары первой необходимости, коррупцией и подавлением гражданских свобод.
Председатель Сената (верхней палаты парламента) с 8 августа 1997 по 12 декабря 2009 года.

Ушёл из политики 12 декабря 2009 года после того, как его сын Самир был назначен премьер-министром.
Скончался 12 августа 2024 года в возрасте 87 лет.

## Награды
Иностранные: из Сирии, Египта, Саудовской Аравии, Туниса, Ливана, Омана, Испании, Китая, Турции, Пакистана и Румынии.